# ضفدع ثانی
ضِفدَع ثانی (غوک دوم) که ذَنْب قیطِس (دُم نهنگ) و بتا نهنگ نیز نامیده می‌شود، یک ستاره است که در صورت فلکی نهنگ قرار دارد.
این ستاره ضفدع ثانی به معنی قورباغه دوم نام دارد و غورباقه اول، ستاره فم‌الحوت است. نام ذنب قیطس که برای این ستاره به‌کار می‌رود را نباید با نام‌های ذنب قیطس جنوبی (اتا نهنگ) و ذنب قیطس شمالی (آیوتا نهنگ) اشتباه گرفت.